# Petar Graf Orssich

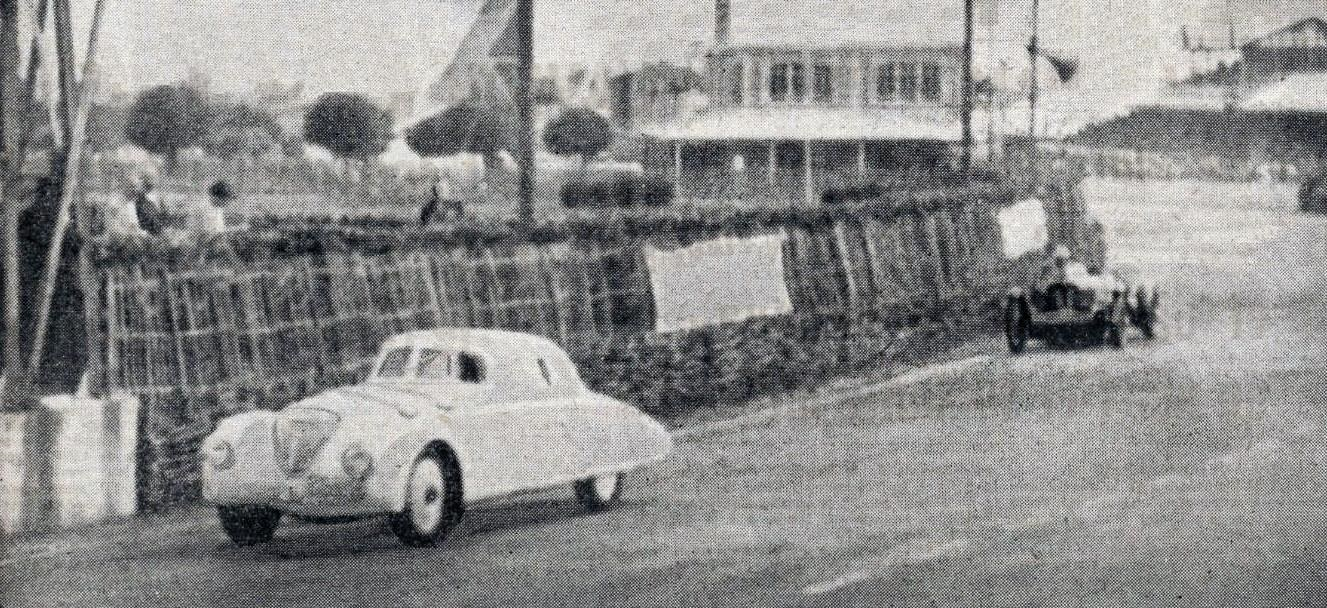
Der von Petar Graf Orissich beim 24-Stunden-Rennen von Le Mans 1937 gefahrene Adler Super Trumpf Rennlimousine

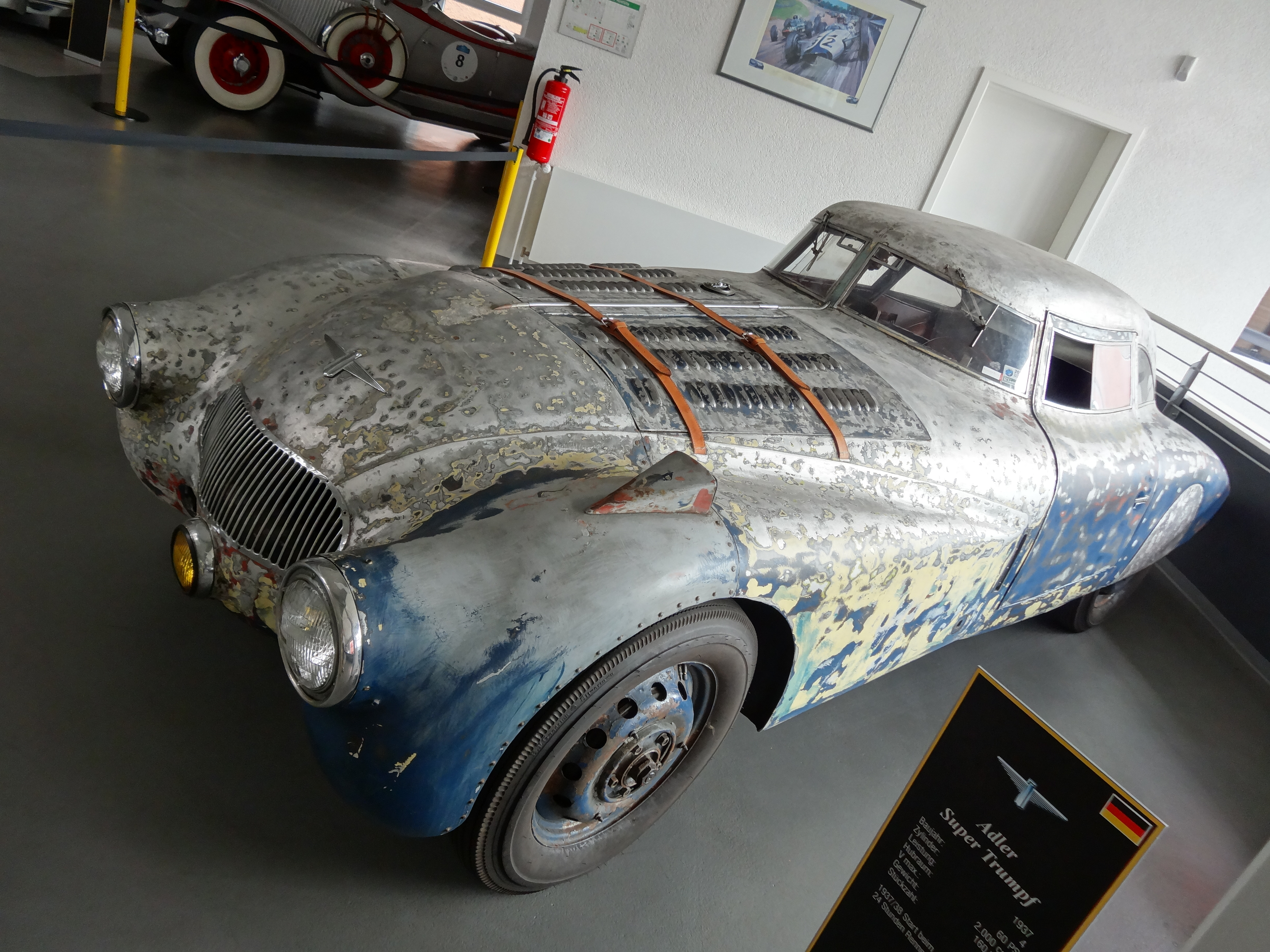
Ein Adler-Super-Trumpf-Rennwagen, der 1937 und 1938 in Le Mans an den Start ging

Petar Josef Georg Levin Graf Orssich von Slavetich (meist kurz Petar Graf Orssich oder Peter Graf Orssich; * 4. Mai 1907 in Wien; † 3. Juli 1961 in Saint-Dizier, Frankreich) war ein österreichischer (nach einigen Quellen auch deutscher) Adeliger und Automobilrennfahrer.

## Werdegang
Petar Graf Orssich war der Sohn von Georg Franz Robert Graf Orssich von Slavetich (1865–1937) und Valeria Henriette Orssich Slavetich (* 1876; † ca. 1945). Er war in erster Ehe mit Erna Orssich Slavetich, geborene von Back de Bégavár und in zweiter Ehe mit Maria Orssich, verwitwete Volkhardt, geborene Mayerl (* 22. Dezember 1902; † 30. Juli 1988) verheiratet. Mit Erna Orssich hatte er einen Sohn, Graf Aleksander Orssich von Slavetich (* 1932).
Orssich war in den 1930er-Jahren als Automobilrennfahrer aktiv und ging im Werksteam der Adlerwerke auf Adler-Trumpf-Rennwagen u. a. zwischen 1936 und 1938 beim 24-Stunden-Rennen von Le Mans sowie 1936 und 1938 beim 24-Stunden-Rennen von Spa-Francorchamps an den Start. Außerdem ist ein Rennstart auf Impéria 1938 bei einem Rennen in Antwerpen, Belgien verzeichnet.
In Le Mans gelang ihm 1937 und 1938 im Team mit Rudolph Sauerwein jeweils Rang sechs sowie der Klassensieg. In Spa erreichte das Team Orssich/Sauerwein 1936 Rang sieben und den Klassensieg, 1938 fiel es nach einem Unfall aus.
Nach dem Zweiten Weltkrieg war Orssich weiterhin aktiv und fuhr beispielsweise 1952 auf Porsche 1500 Rennen in Österreich.
Petar Graf Orssich starb am 3. Juli 1961 im Alter von 54 Jahren im französischen Saint-Dizier.

## Statistik

### Le-Mans-Ergebnisse
| Jahr | Team  | Fahrzeug                         | Teamkollege       | Platzierung            |
| ---- | ----- | -------------------------------- | ----------------- | ---------------------- |
| 1937 | Adler | Adler Super Trumpf Rennlimousine | Rudolph Sauerwein | Rang 6 und Klassensieg |
| 1938 | Adler | Adler Super Trumpf Rennlimousine | Rudolph Sauerwein | Rang 6 und Klassensieg |